# Deromyia nigriventris
Deromyia nigriventris là một loài ruồi trong họ Asilidae. Deromyia nigriventris được Bigot miêu tả năm 1878.